# Pokřikov
Pokřikov (en allemand : Otradau) est une commune du district de Chrudim, dans la région de Pardubice, en République tchèque. Sa population s'élevait à 257 habitants en 2022.

## Géographie
Pokřikov se trouve à 7 km au nord-est du centre de Hlinsko, à 22 km au sud-est de Chrudim, à 31 km au sud-sud-est de Pardubice et à 116 km à l'est-sud-est de Prague.
La commune est limitée par Raná à l'ouest et au nord, par Skuteč et Předhradí au nord, par Skuteč à l'est, et par Krouna et Vojtěchov à l'ouest.

## Histoire
La première mention écrite de la localité date de 1392.

## Transports
Par la route, Pokřikov se trouve à 9 km de Hlinsko, à 28 km de Chrudim, à 38 km de Pardubice et à 151 km de Prague. 